# Susana Miller
Susana Miller, född i Buenos Aires, är en tangodansare och -pedagog som är en av förgrundsfigurerna inom milonguero-stilen inom den argentinska tangon.